# ヤブガラシ
ヤブガラシ（薮枯・藪枯・藪枯らし・烏蘞苺、学名: Causonis japonica）は、ブドウ科ヤブカラシ属（ヤブガラシ属）の一種である。つる植物で、日本ではよく見かける雑草である。標準和名はヤブカラシ。別名ビンボウカズラ、ヤブタオシともよばれる。

## 名称
和名ヤブカラシ（ヤブガラシ）は、つるを伸ばして他の植物に絡みつき、薮を覆って木を枯らしてしまうほどの生育の旺盛さがあるのでこの名がある。
別名のビンボウカズラ（貧乏葛）の由来は、庭の手入れどころではない貧乏な人の住処に生い茂る、あるいはこの植物に絡まれた家屋が貧相に見える、またはこの植物が茂ったことが原因で貧乏になってしまう、などの意味に解釈されている。

## 分布・生育地
日本国外では東アジアから東南アジア、日本国内では北海道西南部から南西諸島までの低地から低山に分布する。道端、空き地、雑木林の林縁、荒れ地、草原、薮、土手、畑などのいたるところに生え、市街地では線路の柵、生け垣、公園のフェンスなどによく絡まっている。

## 形態・生態
つる性の多年草。地下に太い根茎があり、ひも状に盛んに地中を這う。地下茎を伸ばしているところから芽を出し、巻きひげで絡みつきながらつるを伸ばして、長さは2 - 3メートル (m) になる。葉と対生する巻きひげは他のものに巻き付き、名前のように薮を枯らすほどの勢いで繁茂する。芽出しのころの若い芽は、濃い赤茶色をしている。葉は5枚の小葉からなる鳥足状複葉で、長い柄がついて茎に互生する。それぞれの小葉は縁に鋸歯のある先のとがった卵形。
花期は夏（6 - 8月ごろ）。葉腋から花柄を伸ばして偏平な集散花序がつき、多数の淡緑色の小花が徐々に開花する。花は直径約 5ミリメートル (mm) で薄緑色の花弁4枚と雄蕊が4本雌蕊が1本ある。花弁と雄蕊は開花後半日ほどで散ってしまい、白色の雌蕊が中央に立った直径約3 mmの橙色の花盤（盤状の花托）が残る。この花盤は蜜が豊富で、蜂や蝶などの昆虫がよく集まる。多くの花が咲くが、他家受粉でしか結実できないため、種は少ない。花序は花弁が落ちるとピンク色になる。

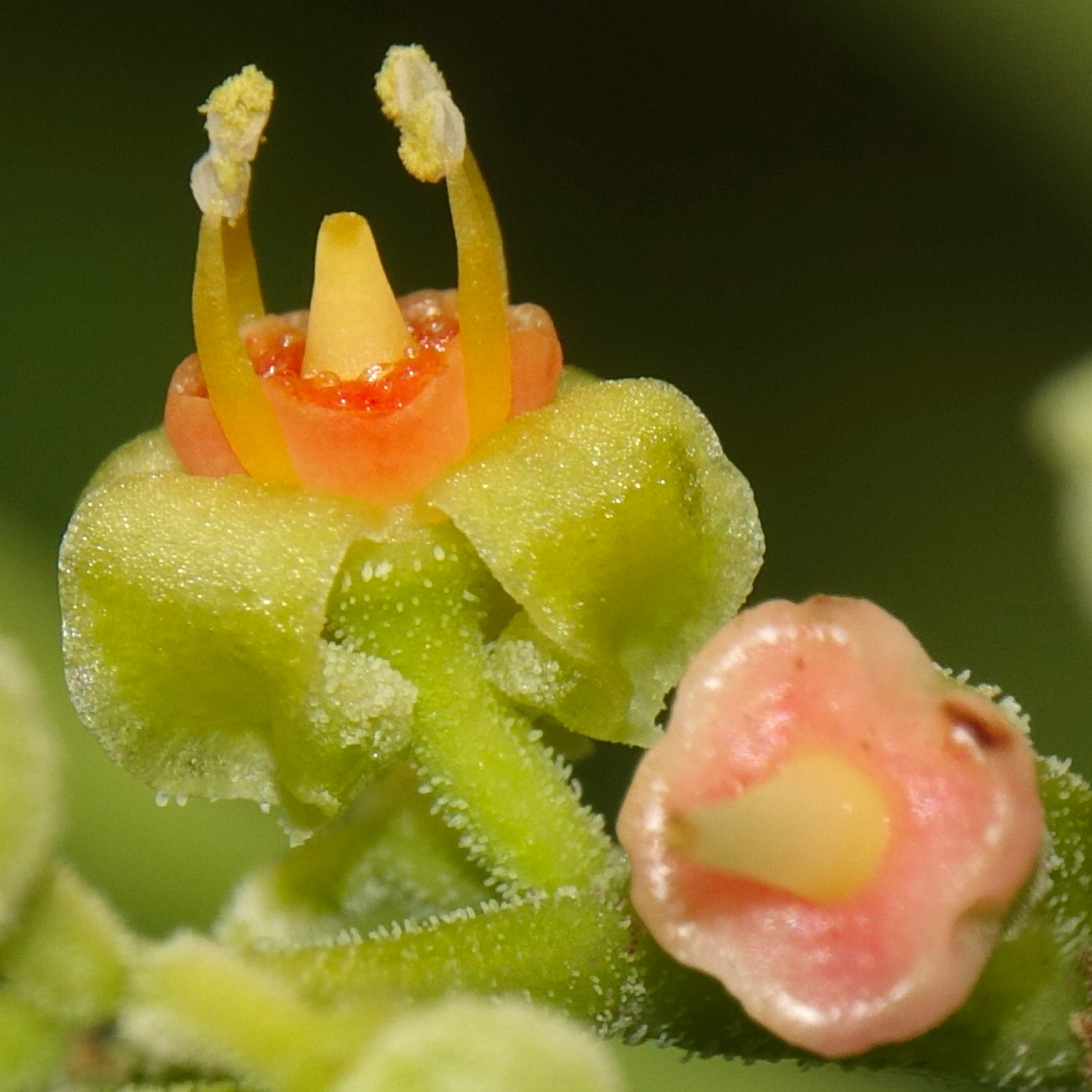
花盤。左奥は花弁とおしべが散る前
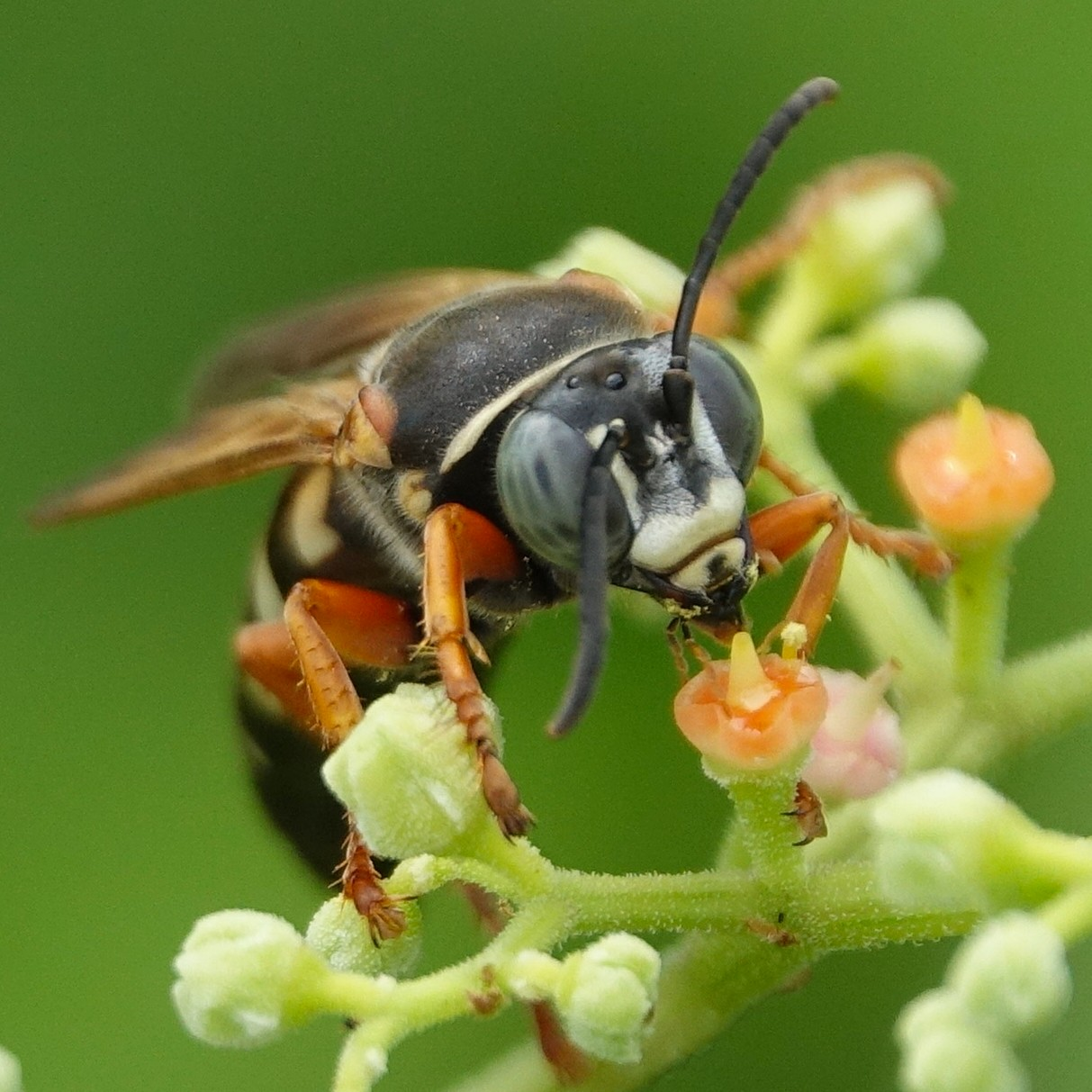
蜜を舐めるキアシハナダカバチモドキ

関東以北の個体はすべて3倍体で実をつけないが、中部以西では実をつける2倍体がまじる。球状の液果で、最初薄緑色のものが熟すとつやのある黒色になる。

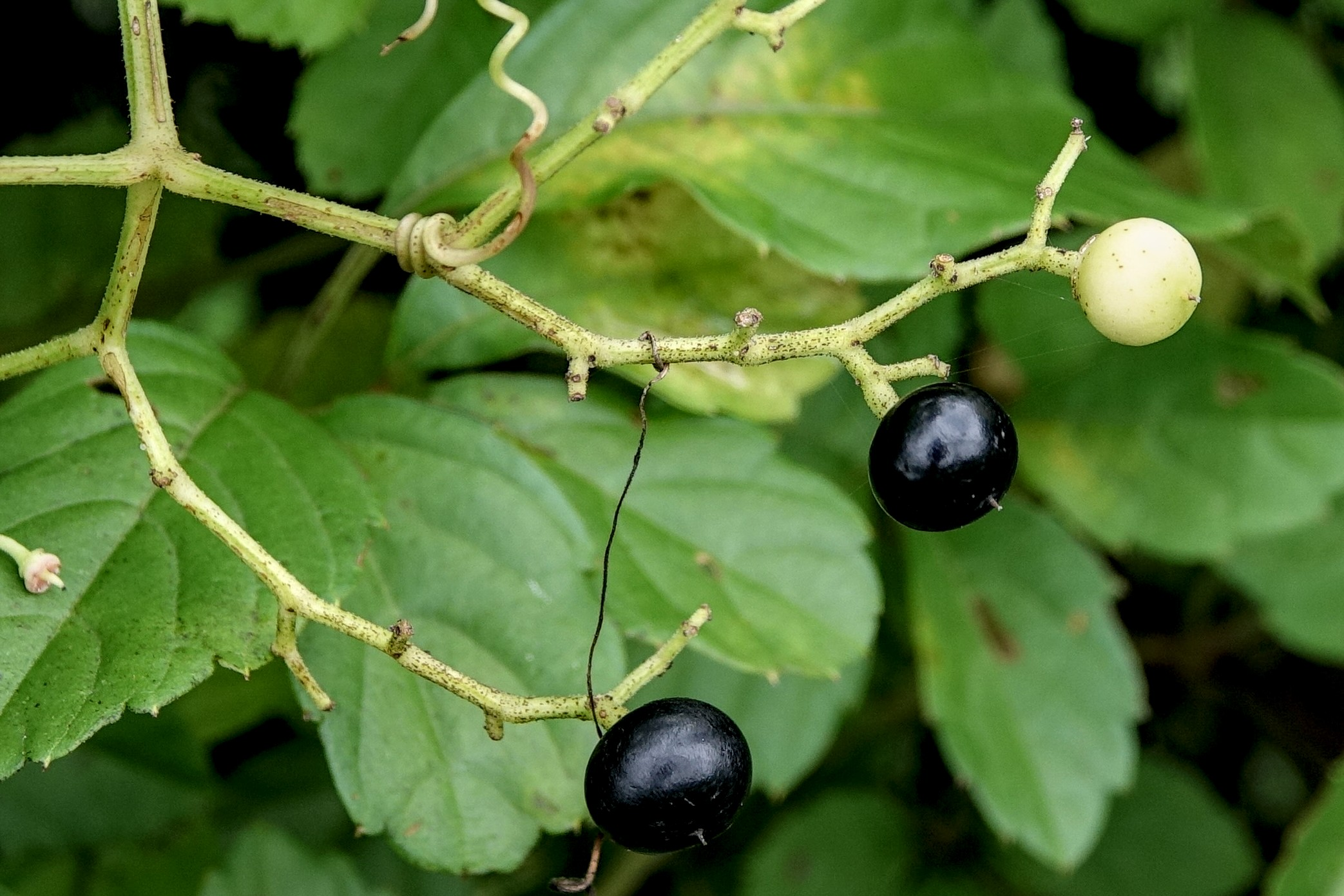
成熟した果実と未熟な果実(東海地方)

2017年の研究によると、ヤブガラシの蔓は、同種と他種の植物に同時に接した場合、正確に他種へと巻き付いていくことが確認された。また、同種に巻き付きそうになっても巻き戻す能力を持つことも確認された。ヤブガラシは同種をシュウ酸の量で認識していると考えられる。植物ではなくシュウ酸を塗った棒と他の試薬を塗った棒への巻き付き比較で、シュウ酸を塗った棒を避ける傾向が見られた。そのことから、シュウ酸への接触による化学認識、つまり味覚のような識別機構があることを意味する。

## 人との関係
伸び始めたつる先のやわらかい若芽、葉や巻きひげを取り去った茎の部分は食用にできる。採取時期は4 - 7月ごろが適期とされる。採取のとき、つるや葉、茎の汁で手の先が黒く汚れる。アクや辛味が強くえぐみがあることから、十分にあくを抜くため、ゆで汁が濃い緑褐色になるまで長めに塩茹でして、何度か水替えをしながら半日くらい十分水晒しをすると食べられるようになる。茹でが足りないと、辛味が強く残る。ただし、さらしすぎると辛みがなくなるので、適当な辛みを残すようにする。
茹でたものを三杯酢、からし和えのなどの和え物、煮びたし、おひたし、炒め物などにする。食味は適度のぬめりと辛味があるが、多く食べると喉がいがらっぽくなることがある(p137)。漢名は「烏歛苺（ウレンボ）」で、根は利尿・解毒・鎮痛などに薬効のある生薬として利用している。
駆除が困難な草である。地上部を抜き取っても土中に根茎を残すと春から夏にかけて盛んに芽を出す。地下茎は横に長く伸びるため、一度広がってしまうと、その土地から完全に取り除くのは難事である。